# Предвзятость относительно экономии времени
Предвзя́тость относи́тельно эконо́мии вре́мени (англ. time-saving bias) — это человеческая склонность к ошибочной оценке времени, которое может быть сэкономлено (или потеряно) в результате увеличения (или снижения) скорости (в области дорожного движения и других сферах). В целом, люди недооценивают экономию времени в результате увеличения сравнительно низкой скорости (напр., 40 км/ч) и переоценивают экономию времени в случае повышения сравнительно высокой скорости (напр., 90 км/ч). Люди также склонны недооценивать потери времени в результате уменьшения низкой скорости и переоценивать эти потери в случае уменьшения высокой скорости.

## Пример
Участников опроса попросили рассмотреть два альтернативных плана улучшения организации дорожного движения и выбрать, по какому из них экономия времени поездки в результате увеличения средней скорости будет значительнее (в сравнении с временем при текущей средней скорости). Большинство респондентов предпочло план, увеличивавший скорость с 70 до 110 км/ч, плану, предусматривавшему рост скорости с 30 до 40 км/ч, несмотря на то, что последний вел к большей экономии..

## Объяснение
Расчет экономии времени производится следующим образом:
{\displaystyle t=S(1/{v_{1}}-1/{v_{2}})},

где t — выигранное время, S — расстояние, {\displaystyle v_{1}} — скорость до экономии («начальная»), {\displaystyle v_{2}} — скорость после экономии («конечная»).
Эта формула показывает, что экономия времени при увеличении низкой скорости будет больше, чем при увеличении высокой. Например, при повышении скорости с 20 до 30 км/ч время, требуемое для проезда пути длиной 10 км, снизится с 30 до 20 минут, разница составит 10 минут. Однако то же самое увеличение скорости на 10 км/ч привело бы к меньшей экономии (всего лишь две минуты), будь начальная скорость 50 км/ч (с увеличением до 60 км/ч при неизменности длины пути — 10 км).
Таблица расчета экономии времени
| Расстояние | Скорость | Время   | Экономия времени |
| ---------- | -------- | ------- | ---------------- |
| 10 км      | 20 км/ч  | 30 мин  |                  |
| 10 км      | 30 км/ч  | 20 мин  | 10 мин           |
| 10 км      | 40 км/ч  | 15 мин  | 5 мин            |
| 10 км      | 50 км/ч  | 12 мин  | 3 мин            |
| 10 км      | 60 км/ч  | 10 мин  | 2 мин            |
| 10 км      | 70 км/ч  | 8,6 мин | 1 мин 24 с       |
| 10 км      | 80 км/ч  | 7,5 мин | 1 мин 6 с        |
| 10 км      | 90 км/ч  | 6,7 мин | 48 с             |
| 10 км      | 100 км/ч | 6 мин   | 42 с             |

Другим объяснением рассматриваемой предвзятости может служить заблуждение, что увеличение скорости, скажем, на 20 % приводит к экономии времени на те же 20 %. Это предубеждение легко развеивается следующим примером: увеличение скорости на 100 % снижает время движения всего на 50 %. Чтобы это понять, достаточно рассмотреть уравнение движения без ускорения {\displaystyle S=v_{1}t_{1}} и увеличить скорость {\displaystyle v_{1}} на долю {\displaystyle p}: {\displaystyle v_{2}=v_{1}(1+p)}. Тогда время движения с большей скоростью станет {\displaystyle t_{2}=t_{1}/(1+p)}. Выигранное время {\displaystyle (t_{2}-t_{1})} составляет от прежнего времени {\displaystyle t_{1}}долю {\displaystyle {\frac {t_{2}-t_{1}}{t_{1}}}={\frac {p}{1+p}}}, т. е. долю на самом деле несколько меньшую, чем ожидаемую по заблуждению просто долю {\displaystyle p\equiv {\frac {p}{1+0}}}.

## Последствия для вождения
Предвзятость относительно экономии времени ведёт к тому, что водители, переоценивая или недооценивая экономию, могут выбрать неоправданно высокую или, напротив, низкую скорость движения. Например, при проезде по загородной трассе на расстояние 70 км увеличение скорости 90 км/ч на необлагаемые штрафом 20 км/ч (на 22 %) сокращает время в пути с 46 мин. 40 сек. до 38 мин. 11 сек., т. е. на 8 мин. 29 сек. (на 18 %). При этом тормозной путь, который пропорционален квадрату скорости, увеличивается при прочих равных условиях на 48,8 %, т. е. почти в 1,5 раза!

## Последствия для других сфер
Предвзятость относительно экономии времени не ограничивается вождением. Те же самые заблуждения были выявлены, когда людей просили оценить экономию времени ожидания пациентов в очереди к врачу при увеличении количества принимающих специалистов в учреждении здравоохранения (Svenson, 2008, Эксперимент 2), а также при оценке роста производительности на сборочной линии вследствие ввода дополнительных работников (Svenson, 2011).      